# Thomas Bernhard
Pour les articles homonymes, voir Bernhard.
Ne doit pas être confondu avec Thomas Bernard.
Thomas Bernhard, né le 9 février 1931 à Heerlen et mort le 12 février 1989 à Gmunden, est un écrivain et dramaturge autrichien.

## Biographie
Le germaniste et traducteur Bernard Lortholary divise la vie de Thomas Bernhard en trois grandes parties : les années de jeunesse, de sa naissance en 1931 jusqu'à 1950 ; suivies d'une période « mondaine » de quinze années durant laquelle l'écrivain s'affirme et vit « dans le monde », voyageant, se plongeant dans les milieux de la presse, de la littérature et de la musique, de 1950 à 1965 ; puis une ultime période recluse, jusqu'à sa mort en 1989, durant laquelle Bernhard demeure la plupart du temps retiré dans sa ferme de Haute-Autriche, sa biographie paraissant ne plus se réduire qu'à l'histoire de son œuvre et à ses péripéties, entre scandales, prix littéraires et créations théâtrales.

### Naissance, enfance et années de jeunesse
Cette première époque de la vie de Thomas Bernhard, en plus des travaux de biographes et des matériaux d'archive, est connue grâce à une série de cinq romans écrits entre 1975 et 1982 : L'Origine, La Cave, Le Souffle, Le Froid et Un enfant. Considérés par les spécialistes comme une forme d'«autobiographie» en cinq tomes,, ces récits explorent les différentes étapes de la jeunesse de l'auteur. Bien que les biographes s'accordent sur leur inexactitude au niveau factuel, voire sur leur caractère parfois fictionnel, ils sont des témoignages significatifs des blessures reçues par Bernhard durant cette période de sa vie.

#### Origines
Thomas Bernhard est le fils de Herta Bernhard et d'Alois Zuckerstätter. Sa mère travaille comme bonne à tout faire pour subvenir aux besoins de son père, l'écrivain Johannes Freumbilcher,. Son père, menuisier, est un homme instable qui change fréquemment de lieu de résidence et de profession,. Ils se rencontrent au printemps 1930 à Henndorf, dans la région de Salzbourg, et Herta Bernhard tombe enceinte quelques mois plus tard, sans que la situation du couple soit régularisée. Alois Zuckerstätter refuse de reconnaître son fils, qu’il ne rencontrera jamais : Herta Bernhard a recours à la justice pour que la paternité soit reconnue,.

Enceinte, Herta part à la mi-juin 1930 pour les Pays-Bas; car les chances d’y trouver du travail y sont plus élevées que dans une Autriche frappée par la crise; et pour s’épargner l’opprobre réservé habituellement aux filles-mères,. C’est donc dans ce pays que naît Thomas Bernhard, le 9 février 1931, au Moederschapszorg de Heerlen, foyer catholique d’assistance postnatale accueillant des mères célibataires, et école de sages-femmes,.

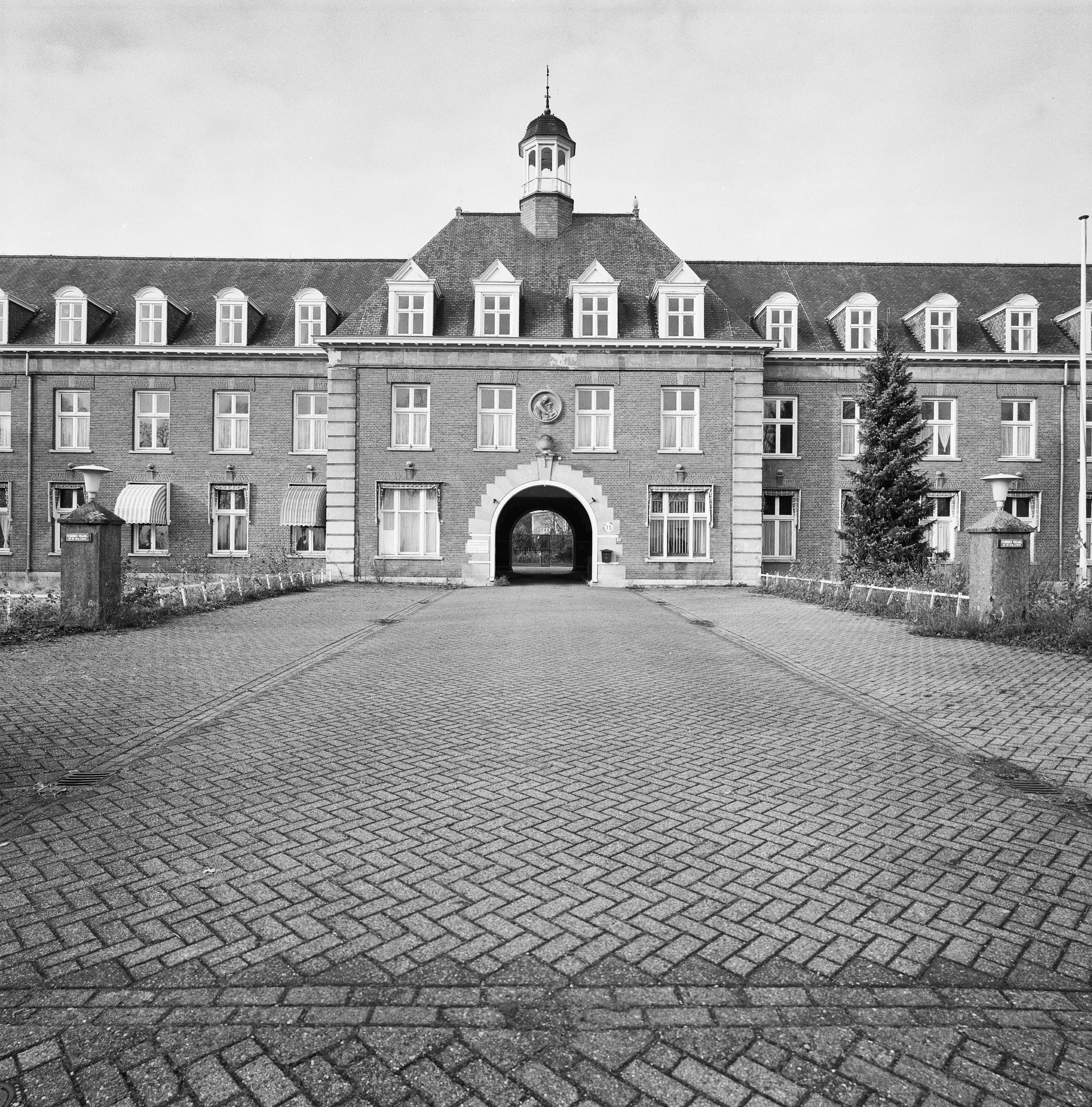
École de sages-femmes de Heerlen où accouche Herta Bernhard en 1931.
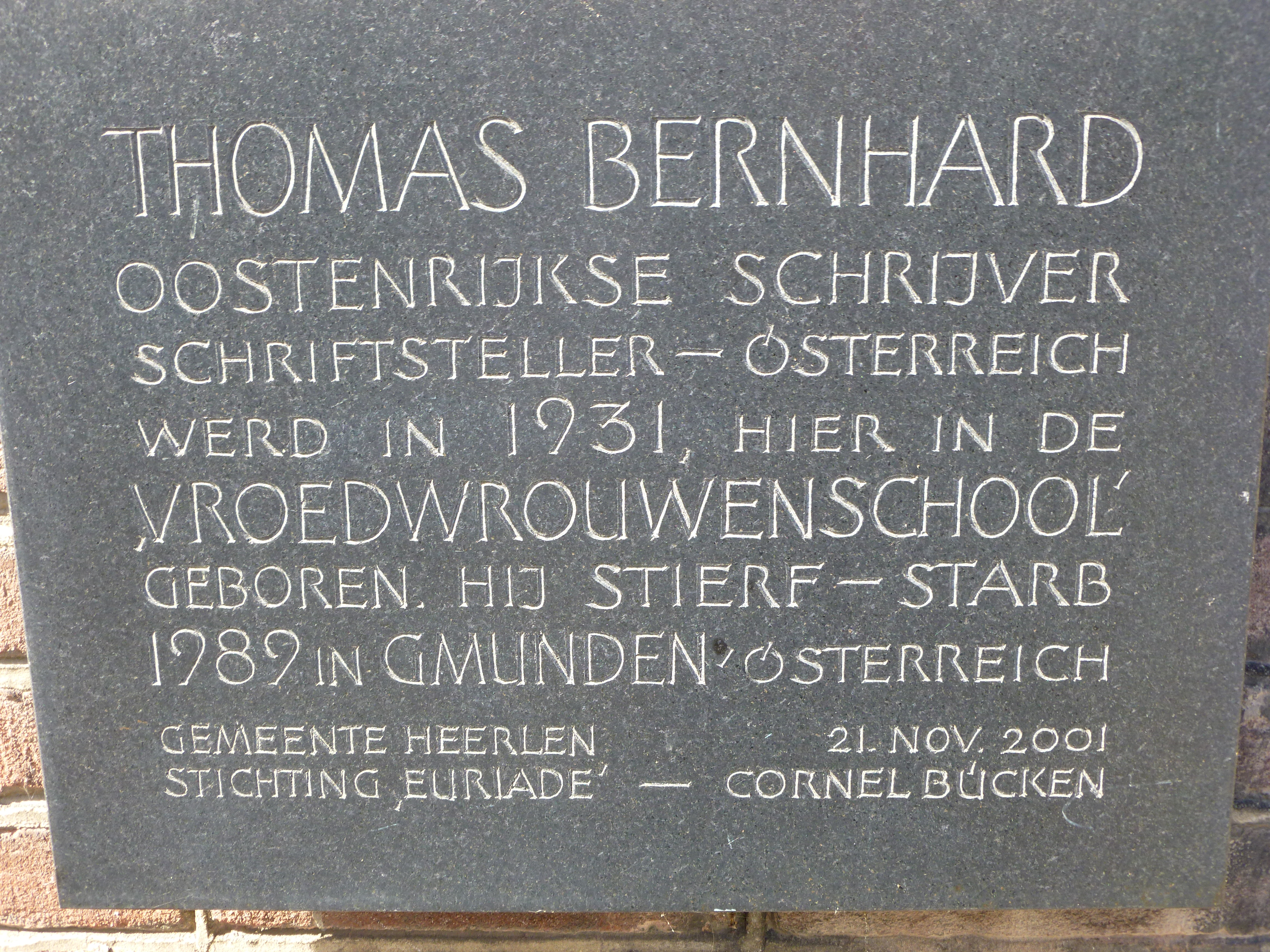
Plaque commémorative apposée en 2001.

Dans une lettre à son père, Herta Bernhard raconte la sévérité de la maternité, où elle sert d’objet d’étude aux élèves, et dont elle voudrait partir le plus vite possible,. Elle souffre de ne pouvoir travailler et veut pouvoir envoyer à nouveau de l'argent à ses parents. À partir du 7 mai, elle se fait employer comme fille de cuisine. Ne parvenant pas à faire entrer son enfant à l'hôpital d'Amsterdam, elle le place en nourrice dans une famille de pêcheurs, puis dans un endroit mieux tenu à une demi-heure de Rotterdam.
Le biographe de Bernhard Hans Höller note que c’est dans ces blessures primitives de la première année de vie de l’écrivain que l’on peut trouver la source de « la méfiance vis à vis du monde, le froid et les ténèbres, la séparation, la solitude et la fragilité des relations humaines » qui parsèment l’œuvre de Bernhard.

À l’automne 1931, Herta revient à Vienne pour laisser Thomas à la garde de ses grands-parents, et repart tout de suite pour Rotterdam où elle est mieux payée. Elle ne revient définitivement en Autriche qu’en mai 1932, où elle s’établit à nouveau comme employée de maison. Elle loge chez ses divers employeurs, et, quand elle le peut, avec ses parents et son fils, Wernhardtstraße, 6, dans le 16e arrondissement de Vienne.

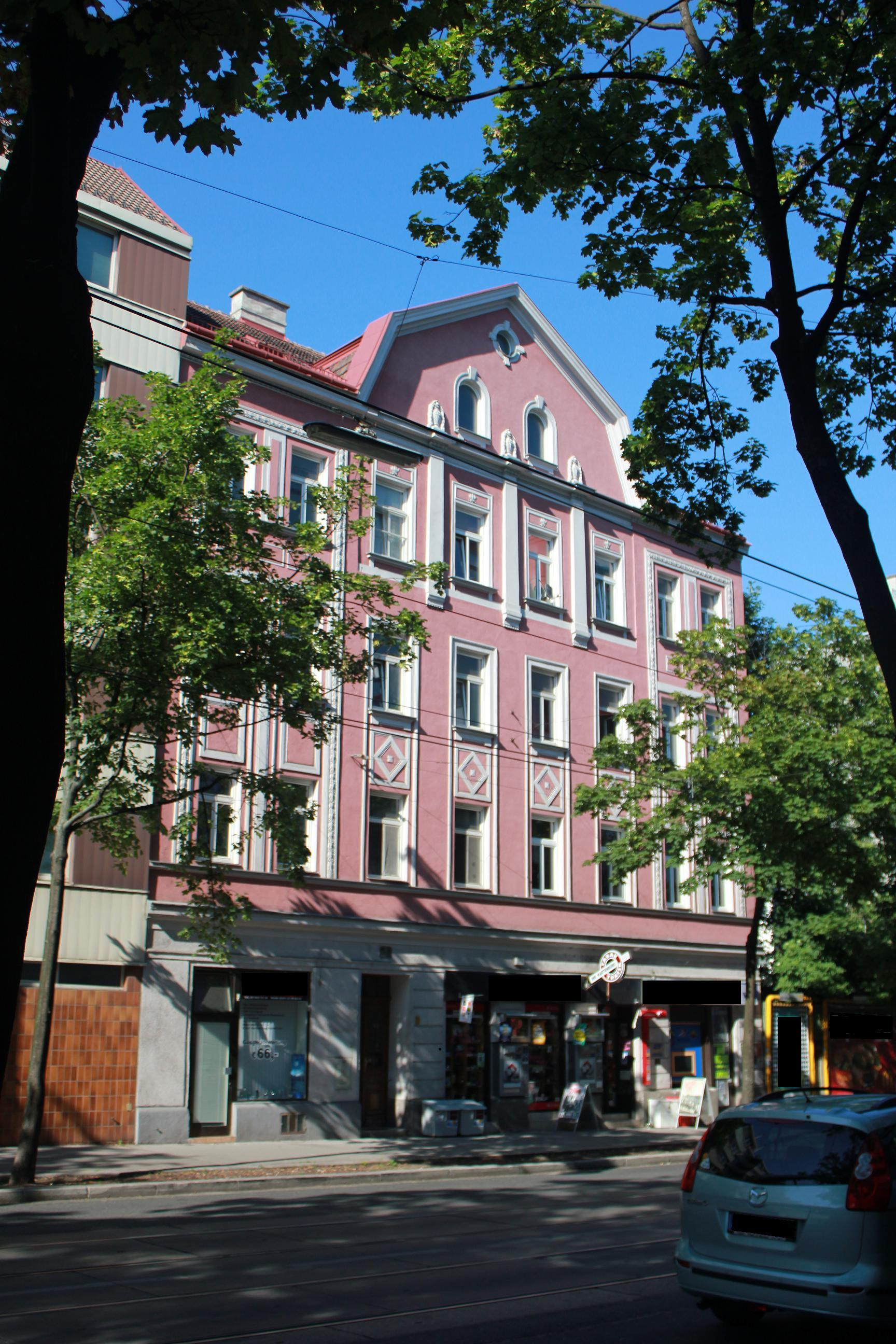
Immeuble de la Wernhardtstraße, 6 à Vienne : premier domicile autrichien de Bernhard.

#### L'éducation du grand-père
Le grand-père de Bernhard, Johannes Freumbilcher, est un écrivain sans succès, qui a délaissé toute forme de travail salarié pour se consacrer à l’écriture, se faisant entretenir par sa femme, Anna Bernhard, et par sa fille. Les deux femmes lui sont entièrement dévouées, mais la famille vit dans la misère . En 1935, le manque d’argent est tel que les grands-parents sont forcés de quitter Vienne pour la campagne. Ils s’installent dans leur région natale, à Seekirchen, près de Salzbourg. Anna se fait embaucher par les paysans des environs pour subvenir aux besoins de la maisonnée. Pour le jeune Thomas Bernhard, cette période de vie chez les grands-parents est un temps heureux, qu'il décrit comme un « paradis » ; et qui marque le début de l’influence profonde du grand-père sur son petit-fils. Bernhard raconte dans plusieurs textes la formation majeure reçue de son grand-père, qui passe par la transmission d’une vision du monde, d’une certaine spiritualité, et par la rencontre d'artistes. L'enfant accompagne notamment son grand-père durant ses visites à Carl Zuckmayer, écrivain installé non loin de chez eux, qui lui fait une forte impression. Zuckmayer et sa femme Alice réunissent la fine fleur de l’intelligentsia et du monde artistique autrichien : on peut croiser chez eux Stefan Zweig, Max Reinhardt, Fédor Chaliapine, Thomas Mann, Gerhart Hauptmann… Bernhard a pour la première fois l’occasion d’observer les cercles mondains et intellectuels.
L'événement le plus important de la carrière littéraire du grand-père est dû au soutien indéfectible de sa femme Anna Bernhard et des Zuckmayer. Anna Bernhard fait parvenir, à l’insu de son mari, le manuscrit de son roman Philomena Ellehub à Alice Zuckmayer, qui entame un gigantesque travail de correction et de remaniement, coupant 400 pages de texte,. Recommandée par Carl Zuckmayer, cette version épurée est publiée par l’éditeur viennois Zsolnay le 11 février 1937. La parution est un succès, les critiques sont positives dans la presse et Freumbilcher reçoit le Prix d'État de littérature  grâce à l'appui de Zuckmayer. C’est, à 56 ans, le premier et seul gros succès public du grand-père.
Johannes Freumbilcher n'a de cesse de préparer son petit-fils à une carrière artistique, de scruter et encourager le moindre don qu’il croit déceler; projetant ses espérances sur Thomas. Alors que Thomas n’a que 5 ans, il écrit dans une lettre : 

« La passion de Thomas c’est d’écrire. On lui donne un sou, il disparaît et que rapporte-t-il? Une plume pour écrire… (...) Hier soir il nous a posé une couronne de papier sur la tête, une traîne à l’arrière et il s’est fait une vraie mise en scène de théâtre. Il adore ça. Peut être a-t-il un talent d’acteur. Il est d’une agilité intellectuelle surprenante. Il suffirait de peu de chose pour en faire quelqu’un de fabuleux. Dès que je gagnerai un sou, je lui achèterai un violon. S’il commence maintenant, il pourra être virtuose à vingt ans. »

Le grand-père et le petit-fils sont parfaitement unis. Tous les jours, Freumbilcher emmène Thomas en balade, passant avec lui le temps qu'il ne consacre pas à l'écriture. Certains spécialistes de Thomas Bernhard notent le paradoxe entre l'adulation que l'écrivain voue à son grand-père, et l'irresponsabilité de ce dernier, qui se désengage toute sa vie des questions matérielles, exploitant le travail de sa femme et de sa fille pour se consacrer à l'écriture, tandis que la famille survit dans des conditions précaires.
En 1937 se clôt la parenthèse idyllique de la vie chez les grands-parents. Herta Bernhard épouse Emil Fabjan, garçon coiffeur, qui devient le beau-père de Bernhard. Le chômage qui sévit en Autriche pousse le couple à quitter le pays, ils emménagent avec Thomas à Traunstein en Allemagne, petite ville bavaroise, dans les montagnes au bord du Chiemsee. Bernhard, âgé de 7 ans, vit mal le déménagement, l’éloignement de son grand-père; sa scolarité devient catastrophique. Il tente de se suicider en se pendant, mais la corde se rompt. D’autres tentatives sont commises durant l’enfance et l’adolescence, connues par les rapports qu’en fait le grand-père dans son journal et les récits autobiographiques de Bernhard. La venue du grand-père, qui s’installe à Ettendorf, près de Traunstein, ne suffit pas à améliorer la situation scolaire et psychologique de l’enfant.

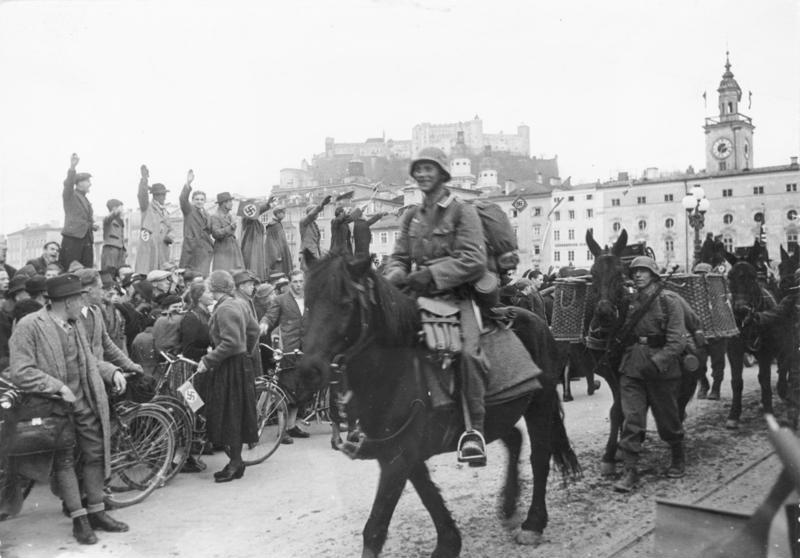
Soldats allemands acclamés par la population dans les rues de Salzbourg durant l'Anschluss, 13 mars 1938.

En 1938, l'Allemagne nazie annexe l'Autriche lors de l’Anschluss. Ces bouleversements étouffent la suite de la carrière littéraire du grand-père : juifs, les Zuckmayer se réfugient aux États-Unis; tandis que des textes de Freumbilcher se heurtent à la censure nationale socialiste,.

#### Une adolescence sous le joug du nazisme et du catholicisme
L'enfance et l'adolescence de Bernhard sont marquées par les violences subies de la part de différentes institutions éducatives étatiques. La première source de ces violences est le système d'éducation nazi.
Bernhard est victime des méthodes d'éducations nazies pour la première fois en 1941, lorsqu'il est envoyé par une infirmière de l'aide sociale en séjour dans un foyer pour enfants difficiles en Thuringe. Il est ensuite contraint d'entrer au Jungvolk (subdivision des Jeunesses hitlériennes pour les enfants de 10 à 14 ans), en 1942. Même s'il y est lui-même défavorable, son grand-père le presse de surmonter sa répulsion : en effet, la participation à l'organisation est obligatoire et les familles réfractaires peuvent être sanctionnées.
Le 24 avril 1944, Bernhard entre à la Andräschule, collège d'enseignement secondaire préparatoire au lycée, et loge dans l'internat de de la Schrannengasse, à Salzbourg. Cet internat est au centre du roman L'Origine. Qualifié dans celui-ci de « cachot construit par l'État », il est dirigé par un ancien SA du nom de Grünkranz, aux méthodes violentes. Comme Bernhard prend des leçons de violon, il est autorisé à rester seul pour répéter dans une petite pièce où sont stockées les chaussures. Ces moments constituent son unique répit dans cet environnement autoritaire et carcéral. Il est de nouveau pris de pensées suicidaires et raconte dans L'Origine avoir tenté de se pendre dans la pièce aux chaussures avec ses bretelles.
Le quotidien des pensionnaires est de plus en plus troublé par les alertes aériennes, qui deviennent si fréquentes qu'il est difficile de faire cours. La population de Salzbourg, à chaque alerte, se réfugie dans des galeries creusées dans la montagne où certains habitants meurent d'asphyxie. Le 16 octobre 1944, la ville est bombardée une première fois. Puis les bombardements s'enchainent : la ville de Salzbourg subit de lourdes pertes, beaucoup d'habitants — dont la professeure qui donnait des leçons particulières d'anglais à Bernhard — sont tués; de nombreux quartiers et monuments, tels que la cathédrale, sont détruits ou endommagés. Bernhard et ses camarades, après les bombardements, profitent du trajet entre les abris et l'internat pour déambuler dans les décombres de la ville. Dans L'Origine, il raconte que c'est lors d'une de ces déambulations, que, voyant une main d'enfant arrachée par terre, il réalise l'horreur de la guerre : 

« Ce fut seulement à la vue de cette main d'enfant que ce premier bombardement d'avions américains sur ma ville natale cessa d'être un évènement sensationnel enfiévrant le garçonnet que j'avais été pour devenir une intervention horrible de la violence et une catastrophe. »

La vie à Salzbourg devenant de plus en plus dangereuse et difficile, sa grand mère Anna Bernhard vient le récupérer durant l'année scolaire et le ramène à Traunstein, en Bavière. Bernhard y retrouve le reste de sa famille, à l'exception de son beau-père Emil Fabjan, mobilisé. Il exerce temporairement quelques petits travaux, généralement en échange de denrées alimentaires. Il est ainsi employé occasionnellement par un horticulteur, un boulanger, ou comme livreur pour une auberge. Traunstein est bombardée également en avril 1945 et les bâtiments de l'horticulteur détruits. Il passe l'été 1945 à Traunstein. Emil Fabjan rentre de la guerre. Bernhard fait une nouvelle tentative de suicide au moyen de somnifères, connue grâce aux carnets du grand-père.
En septembre 1945, Bernhard retourne vivre à Salzbourg où il entre au lycée, âgé de 14 ans. Il vit à nouveau dans l'internat de la Schrannengasse, qui entre-temps a été renommé « le Johanneum », et est devenu un établissement catholique aux règles strictes. Il éprouve alors un choc en constatant que cette dénazification n'a rien changé à la violence exercée sur les pensionnaires, qui est simplement le fait d'une nouvelle autorité, la religion catholique,. Dans la deuxième partie de L'Origine, il insiste sur l'absence de différence entre ces deux régimes; il reste toute sa vie marqué par cette interchangeabilité entre nazisme et catholicisme comme appareils d'oppression de la pensée.
Cette expérience douloureuse du nazisme et du catholicisme reste durablement associée pour l'auteur à Salzbourg, le poussant à devenir tout au long de sa vie un « critique passionné et polémique » de la ville. Le règlement de comptes sera parfois violent, en témoigne cette description de la cité au début de L'Origine : « terre mortelle, archiépiscopale par l'architecture, abrutie dans le national-socialisme et le catholicisme et au fond intégralement ennemie des hommes ».

#### La «direction opposée»: l'apprentissage chez Podlaha
En 1946, la famille Fabjan-Bernhard-Freumbichler, qui réside toujours en Bavière, est placée devant un ultimatum des autorités allemandes : accepter la nationalité allemande ou quitter le pays. Préférant retourner en Autriche, ils rejoignent Thomas à Salzbourg. Les neufs membres de la famille — Thomas, ses grands-parents, sa mère Herta Bernhard et son beau-père Emil Fabjan, et les deux enfants de ces derniers — s'entassent dans un appartement de trois pièces, où ils sont rejoints par l'oncle du côté maternel de Bernhard. Les difficiles conditions de vie de la famille sont encore compliquées par le grand-père, qui exige de disposer d'une pièce à lui seul pour ses activités d'écriture. Financièrement aussi la situation est tendue : tandis que le pays est en proie à de grandes difficultés économiques durant l'après-guerre, toute la famille survit grâce au salaire d'Emil Fabjan.

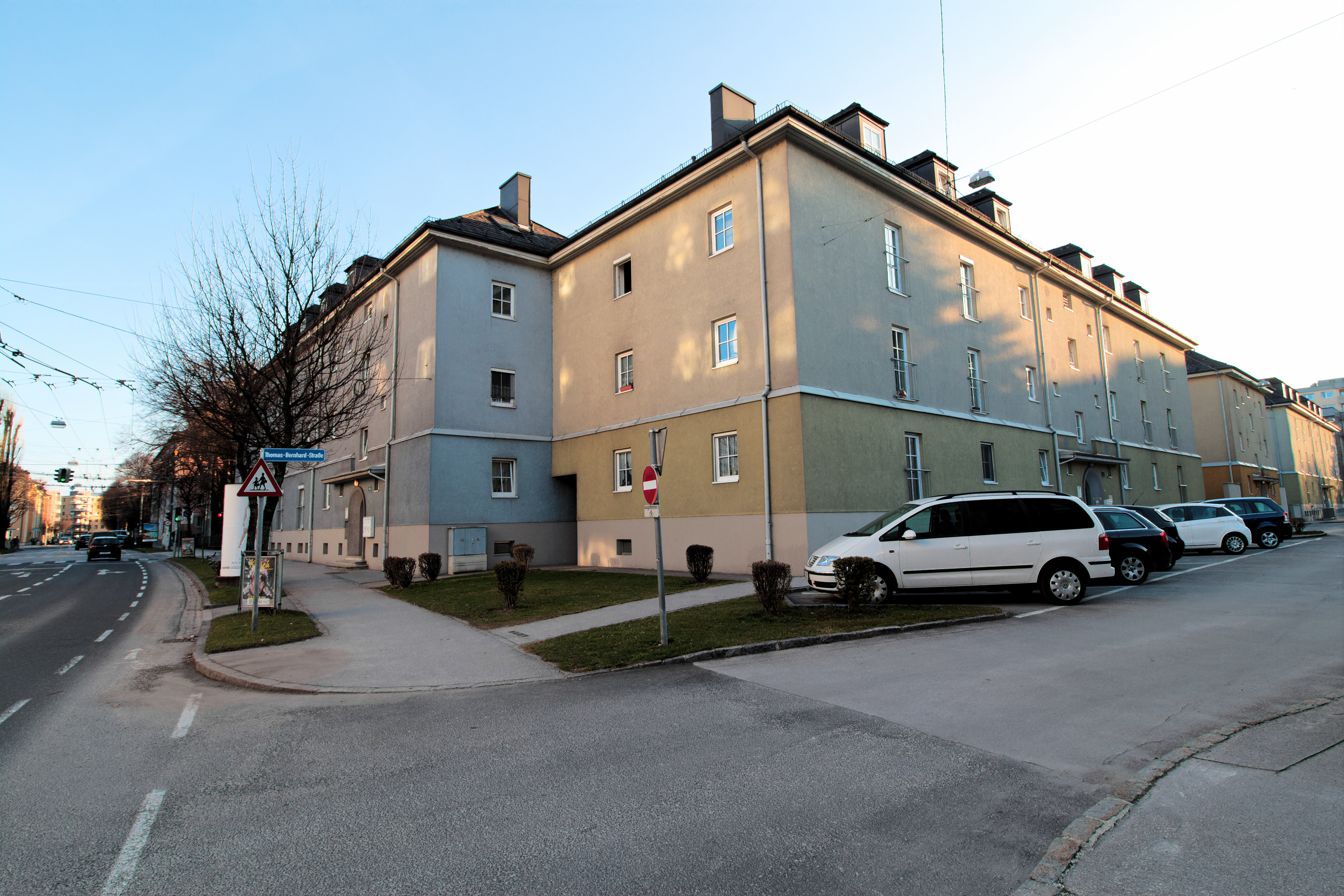
La cité de Scherzhauserfeld, en 2017. La rue de droite a été renommée Thomas-Bernhard-Straße.

En 1947, alors qu'il risque de tripler sa seconde, Bernhard quitte le lycée et entre en tant qu'apprenti dans une épicerie en sous-sol de la cité ouvrière de Scherzhauserfeld, quartier pauvre à l'écart de de Salzbourg, dirigée par Karl Podlaha. Dans L'Origine et La Cave, il présente cette décision comme une volonté individuelle de « prendre la direction opposée », mais il semble également que son beau-père se soit opposé à ce que Bernhard redouble une fois de plus pour s'engager dans une formation professionnelle qui lui permette de soutenir financièrement la famille plus rapidement.
Cette expérience est le centre du roman La Cave. C'est une période enrichissante, où Bernhard semble trouver une utilité et un sens qui lui faisaient défaut. La relation avec Podlaha et le contact avec la clientèle sont décrits par Bernhard comme un pendant à l'éducation du grand-père : là où ce dernier lui donne une pensée philosophique déconnectée des choses concrètes, il trouve dans ce travail une école de la réalité et de la vie en communauté.
En parallèle de son apprentissage, Bernhard suit des cours de musicologie avec Theodor Wilhelm Werner (de), professeur au Mozarteum et critique musical du Salzburger Nachrichten; et de chant avec la chanteuse Maria Keldorfer, son épouse,.

### La naissance de l'écrivain

#### Maladie, perte du grand-père
À l'automne 1948 survient un incident lourd de conséquences : alors qu'il est mal remis d'une très forte grippe contractée en déchargeant des pommes de terres pendant une tempête de neige, Bernhard retourne trop tôt travailler, aggravant dangereusement son état. En même temps la santé de son grand-père se dégrade, et Freumbilcher est hospitalisé le 15 janvier 1949. Deux jours plus tard Bernhard est emmené en urgence dans le même hôpital, pour une pleurésie purulente. Dans Le Souffle il écrit l'avoir « suivi ». Son état empire, on le croit mourant, il reçoit les derniers sacrements et est déplacé dans la salle de l'hôpital réservée aux agonisants. Finalement, il survit. Il entame une longue convalescence dans la salle commune de l'hôpital, dans de mauvaises conditions sanitaires. Son grand-père, toujours hospitalisé, lui rend régulièrement visite. Puis les visites cessent : Freumbilcher meurt le 11 février d'une urémie. Si l'on en croit ses romans autobiographiques, Bernhard aurait appris le décès de son grand-père par les journaux, ses proches ne voulant pas ajouter ce drame à la maladie du jeune homme.
Bernhard hérite de la machine à écrire de son grand-père, sur laquelle il tapera son premier roman; ainsi que de quelques vêtements et de la sacoche de promenade dans laquelle Freumbilcher emportait son carnet de notes et son crayon. Pour les biographes, l'héritage du grand-père est aussi matérialisé par la continuation du geste littéraire. Ainsi, la mort de Freumbilcher marque une nouveau début : dans les récits autobiographiques, il date de la mort de son grand père la fin d'une « première existence ». Il y a aussi un phénomène de libération, d'affranchissement. Pour la biographe Hélène Francoual : « Bernhard accède à l'écriture dans la maladie, indirectement dans la mort du grand-père qui lui permet d'investir la place de cette figure paternelle qu'il devait nécessairement dépasser. »
Bernhard quitte l'hôpital en mars 1949, on le conduit en ambulance dans un établissement de repos à Großgmain, près de Salzbourg. Il se plonge dans la lecture, d'une manière décisive pour la suite de sa vie. Il y lit notamment La Faim, de Knut Hamsun, L'Adolescent, de Dostoïevski, et Les Affinités électives, de Goethe. Le 17 avril il reçoit la visite de sa famille, sa mère lui apprend qu'elle est atteinte d'un cancer de l'utérus et qu'on doit l'opérer. Il rentre chez lui quelques jours plus tard, l'appartement est vide car le reste de la famille est à l'hôpital au chevet d'Herta Bernhard. On diagnostique à Bernhard une tuberculose ayant atteint un poumon, pour laquelle il doit repartir se soigner fin juillet au sanatorium pour tuberculeux pulmonaires de Grafenhof, près de St. Veit im Pongau. Entre le retour de Großgmain et le départ au sanatorium Bernhard traverse une dépression profonde traversée de pensées suicidaires. Il se réfugie dans l'écriture et compose un grand nombre de poèmes. Il fait une dernière visite à sa mère avant de partir, durant laquelle il lui en lit quelques-uns.
Il arrive au sanatorium de Grafenhof le 26 juillet pour un premier séjour de sept mois, jusqu'au 26 février 1950,. Il y éprouve à nouveau la sensation d'être dans un système pénitentiaire et répressif; et constate encore que 1945 n'a rien changé au fonctionnement des institutions publiques. À peine sorti, il apprend qu'il est atteint d'une tuberculose à cavernes (complication fréquente de la tuberculose pulmonaire). Il est soigné quelque temps à l'hôpital de Salzbourg, dans des baraquements où a été transféré le service de pneumologie, puis repars à nouveau pour Grafenhof le 13 juillet,. Il y reste jusqu'au 11 janvier 1951,.
Mais Bernhard met aussi à profit le temps du sanatorium. Il y continue ses lectures (Shakespeare, Stifter, Montaigne, Pascal, Schopenhauer, Trakl, Verlaine et Baudelaire). Il y fait la connaissance de Rudolf Brändl, autre patient de neuf ans son ainé, chef d'orchestre et ancien élève du Mozarteum,. C'est ce dernier qui raconte, dans ses souvenirs, les séances à l'aérium durant lesquelles Bernhard écrit ses poèmes dans son lit, se servant d'une partition de La Flûte enchantée posée sur ses jambes comme d'un pupitre. Bernhard est décrit par Brändle comme ayant un caractère sensible et méfiant, pouvant facilement se brouiller, ou se mettre en colère lorsqu'il se sent menacé. Alors qu'il commence par dissimuler ses poèmes, pour la plupart des textes sur la nature, il accepte peu à peu de dévoiler son travail. Brändle en met trois en musique,. Une lecture est organisée au sanatorium. De cette période datent également les premières publications de l'auteur de 19 ans.
Sa mère décède le 13 octobre 1950.

#### Le métier d'écrivain
La période 1949-1952 marque un tournant dans la vie de Bernhard. Il profite de ses hospitalisations pour écrire de la poésie. Il tente aussi de devenir chanteur professionnel. En 1950, il rencontre au sanatorium Hedwig Stavianicek, de 35 ans son aînée, qui devient sa compagne et amie, son être vital, dont il partage désormais la tombe. Hedwig est, jusqu'à sa mort en 1984, son soutien moral et financier. Elle est la première lectrice de ses manuscrits et sans doute la seule se permettant une vive critique du travail de Bernhard.
De 1952 à 1954, Bernhard travaille comme collaborateur indépendant au journal Demokratisches Volksblatt, y écrivant surtout des chroniques judiciaires et culturelles. Il y publie ses premiers poèmes. Parallèlement, il étudie au conservatoire de musique et d'art dramatique de Vienne ainsi qu'au Mozarteum de Salzbourg. Il se lie à la société intellectuelle de Vienne, dont il fait plus tard un portrait féroce dans Des arbres à abattre. Jusqu'en 1961, il écrit essentiellement de la poésie. Il publie, en 1963, son premier roman, Gel. Il rencontre en 1964 l'éditeur Siegfried Unseld, qui dirige les éditions Suhrkamp, où la quasi-totalité de ses textes sont publiés (à l'exception notable des cinq volumes autobiographiques).

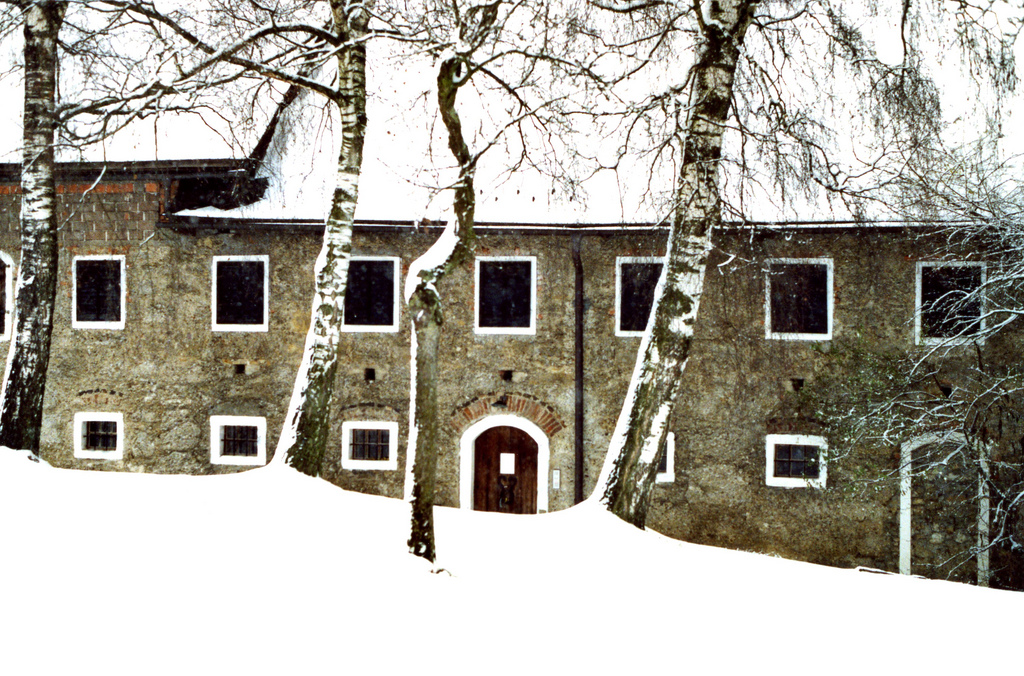
Ancienne ferme à Ohlsdorf rachetée par Thomas Bernhard

En 1965, il achète, grâce en partie au succès de Gel, une ferme à Ohlsdorf en Haute-Autriche qu'il s'attache à remettre en état. Il fait l'acquisition de deux autres maisons dans la même région en 1971 et 1972. Jusque dans les années 1980, il partage son temps entre Ohlsdorf, Vienne, et des voyages, avec une prédilection pour les pays méditerranéens (Italie, Espagne, Yougoslavie, Turquie, ainsi que le Portugal). Opéré des poumons en 1967, il séjourne de nouveau à l'hôpital en 1978, et apprend que son état est incurable. Thomas Bernhard est toute sa vie un personnage exigeant, presque maniaque. Il demande à son entourage des soins constants et, s'il est un bon vivant et d'une compagnie cordiale quand il se sent en sécurité, il suffit d'un mot pour qu'il se ferme complètement et définitivement.
La première grande pièce de Bernhard, Une fête pour Boris, est créée à Hambourg en 1970. En 1971, le téléfilm L'Italien (Der Italiener, de Ferry Radax), dont le scénario est de Bernhard, est tourné au château de Wolfsegg. Ce château est le décor de son grand roman Extinction, publié en 1986.

### Derniers scandales et mort
En 1988, la création de sa pièce Place des Héros, au Burgtheater de Vienne, dans une mise en scène de Claus Peymann, déclenche le dernier et plus grand scandale politique de sa carrière. Dans le contexte de l'affaire Waldheim (dont les premières révélations — concernant le passé nazi du président Kurt Waldheim — datent de 1986), le texte, critique acerbe de la société autrichienne et de son antisémitisme latent (« Il y a aujourd'hui à Vienne plus de nazis qu'en 1938 »), fait l'effet d'une bombe. Durant les mois qui précèdent, des extraits sont diffusés hors contexte dans les journaux pour édifier l'opinion publique sur le caractère sulfureux de l'œuvre, tandis qu'une partie de la classe politique, dont le président Waldeim, attaque publiquement la pièce. Le 4 novembre, avec trois semaines de retard sur la date prévue, la première a lieu dans une atmosphère extrêmement tendue. Plusieurs manifestations et contre-manifestations se déroulent avant une représentation à guichets fermés sous surveillance policière. A la fin de la représentation, ponctuée de huées et d'applaudissements, Bernhard vient saluer avec Peymann, c'est l'une de ses dernières apparitions publiques. La pièce, représentée cent fois, reçoit un grand succès.
Thomas Bernhard meurt des suites de sa maladie pulmonaire en février 1989. Dans son testament il demande que rien de son travail ne soit représenté ou publié en Autriche durant la durée légale.

## Œuvre
Après avoir écrit des poèmes (la plupart inédits), Thomas Bernhard publie son premier roman, Gel, en 1962, un livre qui est récompensé par de nombreux prix. Il se consacre dès lors à l'écriture, alternant récits en prose et pièces de théâtre. Il développe graduellement un style de prose propre, fondé sur la juxtaposition de longues phrases répétitives et obsédantes. À l'opposé de la phrase proustienne, Thomas Bernhard opère comme une scie circulaire, creusant un unique sillon jusqu'à l'obsession,. La scène typique de Bernhard, aussi bien au théâtre qu'en prose, est un monologue ininterrompu livré par un personnage solitaire et misanthrope, critiquant souvent l'Autriche et les Autrichiens. Le lecteur — comme le narrateur de Gel — est fasciné, pris entre frayeur et éclats de rire.
Le style se précise avec Amras (1964) et encore plus avec Perturbation en 1967, décrivant le voyage d'un médecin de campagne à travers les pathologies des habitants de Haute-Autriche. Suivent une série de textes dans les années 1970, en particulier Corrections en 1975. Les récits perdent graduellement leurs paragraphes pour n'être plus qu'un seul bloc de prose. Thomas Bernhard publie de 1975 à 1982 cinq courts volumes autobiographiques. L'Origine (1975) est un récit puissant et horrifiant des années d'internat à Salzbourg, où Bernhard met en parallèle l'éducation reçue dans une institution nazie à la fin de la guerre et l'éducation catholique reçue immédiatement après dans le même établissement. Suivent La Cave (1976), Le Souffle (1978), Le Froid (1981) sur sa rupture avec le lycée et la maladie, et enfin L'Enfant en 1982. Oui est un récit tournant autour de l'achat d'une maison en Haute-Autriche, achat qui semble être le vecteur d'une dépression et de tendances suicidaires. Il paraît en 1978, après que Bernhard eut appris que sa maladie pulmonaire était incurable, et il est marqué par une relation nouvelle, non métaphorique, à la maladie.
S'enchaînent dans les années 1980 les textes les plus importants de Bernhard. Béton (1982), Le Neveu de Wittgenstein (1982), Le Naufragé (1983), hallucination sur l'œuvre musicale de Glenn Gould, Des arbres à abattre (1984), règlement de comptes terrible et hilarant avec les mentors qu'avait Bernhard dans les années 1950. Puis vient Maîtres anciens (1985), la quintessence du style bernhardien, dans lequel le narrateur observe son ami Reger assis sur une banquette du Musée d'art ancien de Vienne, tout en se souvenant des multiples monologues écoutés les jours précédents, qui reviennent comme une antienne avec l'expression « dit Reger ». L’œuvre s'achève sur le grand roman Extinction, un effondrement (1986) où le narrateur, revenant en Autriche pour assister à l'enterrement de ses parents, développe en deux longs monologues la haine qu'il éprouve pour sa famille et son pays. Cette critique de l'Autriche et des Autrichiens, qui prend place dans le grandiose château de Wolfsegg, s'achève par une ultime vengeance.
Thomas Bernhard poursuit parallèlement une riche carrière de dramaturge. La plupart de ses textes sont mis en scène par Claus Peymann, et joués par Bernhard Minetti, un acteur qui semble destiné à incarner le théâtre de Bernhard sur scène, au point qu'une œuvre portant son nom, Minetti, est créée en 1976. Comme sa prose, le théâtre de Bernhard est composé de monologues et répétitions, avec un minimum de dramaturgie et de personnages. En 1970, Ein Fest für Boris est un grand succès au théâtre allemand de Hambourg. Suivent une série de pièces, certaines scandaleuses, dont L'Ignorant et le fou (1972), Le Président (1975), Avant la retraite (1979), Le Réformateur (1980).
Déjeuner chez Wittgenstein est une pièce parue sous le titre original Ritter, Dene, Voss, du nom de trois acteurs fétiches de Thomas Bernhard ayant contribué à la création de ses pièces. Cette pièce, notamment inspirée par des liens de Thomas Bernhard avec Paul Wittgenstein (frère du philosophe Ludwig Wittgenstein),, met en scène le retour de l'hôpital psychiatrique de Ludwig chez ses deux sœurs, au cours d'un déjeuner dégénérant en bataille de profiteroles. Le personnage principal y vilipende le théâtre et les mécènes,. La pièce a remporté un succès populaire. Thomas Bernhard crée Place des Héros en 1988 pour la célébration des cent ans du Burgtheater. Elle est donnée l'année du cinquantième anniversaire de l'annexion de l'Autriche par l'Allemagne. La pièce attaque l'hypocrisie autrichienne. Cette place des Héros (Heldenplatz), au centre de Vienne, a été le lieu en 1938 d'un discours d'Adolf Hitler qui fut acclamé par une foule immense. Un des personnages vit toujours dans la hantise de ces clameurs, cinquante ans après.
Thomas Bernhard a écrit 250 articles, 5 recueils de poésie, 31 grands textes en prose et nouvelles, 20 pièces de théâtre.
En France, les pièces de Thomas Bernhard ont notamment été interprétées par Michel Piccoli, Jean-Paul Roussillon, Bernard Freyd, André Marcon, Serge Merlin, Denise Gence (Molière de la comédienne 1990 pour Avant la retraite), Catherine Ferran, Bulle Ogier, Denis Lavant, Nicolas Bouchaud... Place des Héros est entré au répertoire de la Comédie-Française le 22 décembre 2004, dans une mise en scène d'Arthur Nauzyciel.
Le principal spécialiste et premier traducteur en France de Thomas Bernhard est le germaniste Claude Porcell, traducteur d'une vingtaine de ses ouvrages et auteur de sa biographie dans l'Encyclopædia Universalis.

## Scandales
La carrière de Thomas Bernhard est émaillée de scandales, certains délibérément provoqués par l'auteur, et parfois liés aux nombreux prix littéraires que l'Allemagne et l'Autriche s'acharnaient à lui remettre.
Un article sur le théâtre de Salzbourg lui vaut un procès en diffamation en 1955.

En 1968, lors de la remise du petit prix d'État autrichien pour la littérature, le ministre de l'Éducation et tous les responsables quittent la salle lorsque Thomas Bernhard tient un court discours attaquant l'État, la culture autrichienne et les Autrichiens. Le texte, qui est semble-t-il involontairement provocateur, dit notamment : 

« Nous Autrichiens sommes apathiques ; nous sommes la vie en tant que désintérêt général pour la vie. »

 Le ministre quitte la salle en lui lançant : 

« Nous sommes fiers d'être Autrichiens. »

En 1972, la création de L'Ignorant et le Fou au festival de Salzbourg entraîne une violente polémique. Le texte prévoit l'extinction complète des lumières à la fin de la pièce, y compris celles signalant les sorties de secours. L'administration du théâtre refuse. Cette première a tout de même lieu et la critique est excellente. Mais Bernhard interdit toute nouvelle représentation.

En 1975, la pièce Der Präsident (Le Président) a sa première en Allemagne à Stuttgart, quatre jours après celle en Autriche, soit le 21 mai 1975, c'est-à-dire le même jour et dans la même ville que là où se déroule le premier procès de la Fraction armée rouge. On peut ainsi entendre les personnages dire : 

« On en finira rapidement avec les anarchistes, sans autre forme de procès. »

La pièce Vor dem Ruhestand (Avant la retraite) (1979) décrit un juge allemand célébrant en cachette l'anniversaire de Himmler. C'est une attaque contre le ministre-président du Bade-Wurtemberg, qui, les derniers jours de la Seconde Guerre mondiale, était un juge de la Marine condamnant encore à mort et ayant réussi à cacher son passé par la suite.
Le récit L'Origine est attaqué en diffamation en 1976 par un prêtre de Salzbourg qui se reconnaît dans le personnage de l'oncle Franz. Certains passages sont rectifiés dans les éditions ultérieures.Les critiques s'indignent en général de la vision que donne l'auteur de la ville de Salzbourg.
Le roman Des arbres à abattre (1984) est immédiatement confisqué à la suite d'une plainte en diffamation du compositeur Gerhard Lampersberg, qui se reconnaît dans un des personnages principaux. Une fois l'interdiction levée, Bernhard riposte en demandant que ses œuvres soient retirées des librairies autrichiennes. La plainte est retirée en 1985.
En 1982, l'ÖRF (la radio publique autrichienne) décide de ne plus diffuser d'enregistrements des pièces de Bernhard, estimant qu'il insulte la nation tout entière.

À l'Assemblée des auteurs de Graz, qui lui propose de la rejoindre en 1986, il donne une réponse typique de son ton polémique : 

« Depuis plus de dix ans, je n'accepte ni prix, ni titres, et surtout pas, bien entendu, votre grotesque titre de professeur. L'Assemblée des auteurs de Graz est une assemblée de connards sans talents. »

Il publie plusieurs lettres ouvertes clairement agressives et provocatrices (en 1976 dans Die Zeit au sujet de Elias Canetti, en 1979 pour annoncer son retrait de l'Académie des lettres allemandes, en 1979 encore au Chancelier autrichien Bruno Kreisky, en 1985 en s'adressant au ministre des Finances, etc.).
Place des Héros (Heldenplatz), la pièce conçue pour les cent ans du Burgtheater, est donnée l'année du cinquantième anniversaire de l'annexion de l'Autriche par l'Allemagne. Elle provoque un véritable scandale politique. On y entend :

« il y a aujourd'hui plus de nazis à Vienne qu'en 1938. »

Le dramaturge fustige tous les rois, petits ou grands, ainsi que leurs partisans et chroniqueurs, ce qui fait dire à Nicolas Bouchaud : « Bernhard, c'est un poseur de bombes, un provocateur, un terroriste de l'art ».
Thomas Bernhard fait une ultime provocation dans son testament. Comme une « émigration littéraire posthume », il interdit dans des termes d'une extrême agressivité la diffusion et la représentation de ses œuvres en Autriche. Ses héritiers ne respecteront pas cette clause testamentaire, et lèveront cette interdiction à la fin des années 1990.

## Prix littéraires
Thomas Bernhard a obtenu de nombreux prix durant sa carrière. Parmi ceux-ci, le prix Julius Campe en 1964 et le prix de Littérature de la ville de Brême en 1965, tous deux pour Gel, le prix Georg-Büchner de l'Académie allemande de langue (1970), le prix Grillparzer pour Une fête pour Boris en 1972, le prix des Dramaturges de Hanovre en 1974. Mes prix littéraires (2009) évoque certaines remises de prix décernés à Bernhard et les discours, souvent sarcastiques ou désabusés, prononcés par le lauréat. Thomas Bernhard obtient aussi le prix Médicis étranger pour Maîtres anciens en 1988.